# Courthézon
Courthézon – miejscowość i gmina we Francji, w regionie Prowansja-Alpy-Lazurowe Wybrzeże, w departamencie Vaucluse.
Według danych na rok 1990 gminę zamieszkiwało 5166 osób, a gęstość zaludnienia wynosiła 158 osób/km² (wśród 963 gmin regionu Prowansja-Alpy-W. Lazurowe Courthézon plasuje się na 130. miejscu pod względem liczby ludności, natomiast pod względem powierzchni na miejscu 303.).